# 邁赫迪·哈桑
邁赫迪·拉扎·哈桑（英語：Mehdi Raza Hasan；1979年—），是英国-美国广播员、政治评论家、作家。
哈桑生于英国威爾特郡斯温登，父母是来自印度海得拉巴的什叶派穆斯林，毕业于牛津大学基督堂学院，主修哲学、政治学及经济学。他的電視生涯始於擔任研究員，之後在英國ITV电视网的喬納森·丁布爾比節目中擔任製片人。在英國廣播公司（BBC）的《政治秀》工作一段時間後，他成為天空電視台早餐節目《日出》的副執行製片人，之後轉到第四台擔任新聞和時事編輯。 2009年，他被任命為《新政治家》政治高級編輯。 2012年，他成為半島電視台英文新聞頻道的主持人，2015年，他搬到華盛頓特區，全職為半島電視台的UpFront節目工作，並於2018年至2020年主持由線上出版物The Intercept製作的Deconstructed播客。
他從2020年10月起在孔雀流媒体頻道主持《邁赫迪·哈桑秀》，並從2021年2月起在MSNBC頻道主持，直到2023年11月該節目取消。 在2024年1月7日的最後一次廣播中，他宣布離開MSNBC。 2024年2月，哈桑加入《卫报》擔任專欄作家。

## 外部鏈接
- （英文）Hasan at the New Statesman
- （英文）Hasan on C-SPAN
- （英文）Mehdi Hasan at Al Jazeera English
- （英文）YouTube上的邁赫迪·哈桑頻道
- （英文）Mehdi Hasan at IMDb
- （英文）Zeteo (Substack)